# (22503) Фалпий
(22503) Фалпий (др.-греч. Θάλπιος) — троянский астероид Юпитера, движущийся в точке Лагранжа L4, в 60° впереди планеты. Астероид был открыт 7 октября 1997 года чешскими астрономами М. Тихи и З. Моравец в обсерватории Клеть и назван в честь Фалпия, персонажа древнегреческой мифологии.

Орбита астероида Фалпий и его положение в Солнечной системе